# Желнов, Марк Александрович
Марк Александрович Желнов (род. 15 марта 1944, Узбекская ССР) — советский легкоатлет (прыжки в высоту). Мастер спорта международного класса. Член сборной СССР  по лёгкой атлетике. 
Умер 2 мая 2011 года. 

## Биография
Родился 15 марта 1944 года на территории Узбекской ССР.
В 1975 году окончил Кировоградский педагогический институт.
В 1967—1977 годах — тренер спортивного общества «Спартак» (Кривой Рог).
В 1977—1983 годах служил в Группе советских войск в Германии.
В 1983—1989 годах — преподаватель, директор детско-юношеской школы № 3 «Спартак» (Кривой Рог). В 1989—1992 годах — директор спорткомплекса «Каскад» треста «Кривбассшахтопроходка». В 1992—1994 годах — преподаватель в Саксаганском лицее. С 1994 года — завуч детско-юношеского клуба физической подготовки № 3 Центрально-Городского района Кривого Рога.

## Спортивная карьера
Вице-чемпион VI летней Спартакиады народов СССР (1975), чемпион УССР (1973—1975) по прыжкам в высоту. Чемпион Европы (1990, 1994) и мира (1991) среди ветеранов, мировой рекордсмен в 56 лет — 1,72 м (Кубок АВС, Минск, 1999). Участник соревнований в Германии, Финляндии, Швейцарии, Греции, Чехии, США.

## Награды
- Грамота Олимпийского комитета — за развитие спорта в Европе[3].